# Nekeisha Blake
Nekeisha Blake (* 3. Juli 1987) ist eine Badmintonspielerin aus Trinidad und Tobago. 

## Karriere
Nekeisha Blake nahm 2007 in allen drei möglichen Disziplinen an den Panamerikaspielen teil. Im Doppel und Einzel wurde sie dabei 17., im Mixed Neunte. 2006 nahm sie an den Commonwealth Games teil. 

## Referenzen
- Nekeisha Blake beim Badminton-Weltverband

| Personendaten    | Personendaten                              |
| ---------------- | ------------------------------------------ |
| NAME             | Blake, Nekeisha                            |
| KURZBESCHREIBUNG | Badmintonspielerin aus Trinidad und Tobago |
| GEBURTSDATUM     | 3. Juli 1987                               |